# Дитрих фон Гимних-Венсберг
Дитрих фон Гимних-Венсберг (на немски: Dietrich von Gymnich-Wensberg; † 1421/1430) е рицар от род Гимних от Северен Рейн-Вестфалия, господар на Венсберг/замък Венсбург. Той е споменат на 22 май 1405 г.
Той е син на Вилхелм фон Гимних († 1364) и съпругата му Катарина фон Лангенау, дъщеря на Димар фон Лангенау и Цецилия Байер фон Незен. Внук е на Емунд фон Гимних, байлиф на Алтенар († 1344) и Хедвиг фон Драхенфелс († 1323).
Чрез женитбата на внучка му Катарина фон Гимних 1446 г. замъкът Венсбург отива на Йохан VII фон Хелфенщайн.

## Фамилия
Дитрих фон Гимних-Венсберг се жени пр. 4 ноември 1400 г. за Катарина фон Зафенберг († сл. 31 август 1430), дъщеря на граф Йохан III фон Зафенберг-Нойенар († сл. 1397) и Катарина фон Нойенар († сл. 1393). Те имат децата:
- Елизабет Катарина фон Гимних († 14 септември 1484), омъжена между 26 март 1420 и 31 декември 1420 г. за Енгелбрехт III фон Орсбек, господар на Олбрюк († 1465)
- Йохан фон Гимних († сл. 1443), женен за Бихел Мюл фон дер Нойербург († 1446); имат една дъщеря:
  - Катарина фон Гимних (* 1432; † сл. 1477), омъжена на 25 март 1446 г. за Йохан VII фон Хелфенщайн († 1474/1476), син на Йохан V фон Хелфенщайн, гранд маршал на Трир († сл. 1459); имат син:
    - Йохан VIII фон Хелфенщайн († ок. 1538), бездетен

Вдовицата му Катарина фон Зафенберг се омъжва втори път за Йохан II фон Шлайден цу Юнкерат († сл. 1434).